# Job for a Cowboy
Job for a Cowboy er et deathcore/dødsmetal-band fra Glendale, Arizona, som blev dannet i 2004. De begyndte som en deathcore-gruppe, men bandet har udviklet sig til et overvejende dødsmetal-band med det første studiealbum.

## Medlemmer

### Nuværende medlemmer
- Jonny Davy – Vokal (2004 –)
- Ravi Bhadriraju – Guitar (2004 –)
- Brent Riggs – Bas, baggrundsvokal (2005 –)
- Bobby Thompson – Guitar (2006 –)
- Jon Rice – Trommer (2007– )[2]

### Tidligere medlemmer
- Andrew Arcurio – Guitar (2004–2006)
- Elliott Sellers – Trommer (2004–2006)
- Chad Staples – Bas (2004) var med på demoen
- Andy Rysdam – Trommer (2004) var med på demoen

## Diskografi
Studiealbum
- Genesis (2007)
- Ruination (2009)
- Demonocracy (2012)
- Sun Eater (2014)